# If You're Reading This It's Too Late
| Đánh giá chuyên môn  | Đánh giá chuyên môn |
| Điểm trung bình      | Điểm trung bình     |
| Nguồn                | Đánh giá            |
| -------------------- | ------------------- |
| Metacritic           | 78/100              |
| Nguồn đánh giá       |                     |
| Nguồn                | Đánh giá            |
| AbsolutePunk         | 8.3/10              |
| Chicago Tribune      | [ 3 ]               |
| Consequence of Sound | B+                  |
| Entertainment Weekly | B+                  |
| The Guardian         | [ 6 ]               |
| New York Daily News  | [ 7 ]               |
| The Telegraph        | [ 8 ]               |
| The A.V. Club        | B-                  |
| Los Angeles Times    | [ 10 ]              |
| Pitchfork Media      | 8.3/10              |
| Rolling Stone        | [ 12 ]              |
| Spin                 | 7/10                |

If You're Reading This It's Too Late là mixtape thứ tư của nghệ sĩ thu âm người Canada Drake, phát hành vào ngày 13 tháng 2 năm 2015 thông qua OVO Sound, Young Money Entertainment và Cash Money Records. Mixtape này được phát hành trên iTunes như là một album không được thông báo trước, là tiền đề cho album phòng thu thứ tư sắp phát hành của anh, Views From The 6. Nhiều người cho rằng mixtape này và album sắp tới sẽ thay thế cho nhau.

## Bối cảnh sản xuất
Trong tháng 7 năm 2014, Drake thông báo rằng tên album phòng thu thứ tư của anh sẽ là Views From The 6, nhưng lại chưa bắt đầu thu âm nó. Trong một cuộc phỏng vấn vào tháng 11 năm 2014, vận động viên bóng rổ DeMar DeRozan cho biết Drake có ý định phát hành một mixtape vào tháng 1 năm 2015. Sáng ngày 12 tháng 1 năm 2015, Drake ra mắt một đoạn phim ngắn có tựa đề là Jungle. Một số phần nhỏ trong hai bài hát "Know Yourself" và "Jungle" trong đoạn video đã ngụ ý rằng Drake sẽ phát hành sản phẩm âm nhạc mới.
Mặc dù được công nhận là một mixtape của OVO Sound, nhưng vì được phát hành thông qua iTunes nên theo luật bản quyền, mixtape này được tính là album thứ tư của Drake cho hãng thu âm Cash Money Records; và do vậy, mixtape được công nhận là album của Cash Money. Trong khi, Young Money xem đây là đĩa mở rộng thứ hai của Drake, còn hãng Universal Republic vẫn chưa công nhận đây là mixtape được phát hành chính thức dưới nhãn hiệu của hãng. Vì các mixtape thường miễn phí, nên một số trang web gọi đây là một "mixtape mang tính thương mại", một mixtape được phát hành dưới các định dạng khác nhau nhằm phân chia lợi nhuận cho các hãng thu âm. Sau đó, Drake làm rõ vấn đề và cho biết đây là một mixtape.

## Phát hành
Vào ngày 12 tháng 1 năm 2015, mixtape được thông báo trên tài khoản Twitter của Drake, với một liên kết hướng đến trang mua hàng của iTunes. Nó cũng được đưa lên tài khoản SoundCloud chính thức của OVO Sound. Tuy nhiên, nó nhanh chóng được gỡ xuống. Drake cũng như các đại diện truyền thông của anh không đưa ra bất cứ một lời giải thích nào về việc mixtape chỉ được phát hành dưới một định dạng duy nhất.
Sự ngạc nhiên của dư luận trước việc phát hành mixtape đã được so sánh với album của Beyonce. Album này cũng được phát hành trên iTunes mà không hề thông báo trước, vào thời điểm đầu năm 2014.

## Diễn biến thương mại
Sau tuần đầu phát hành, If You're Reading It's Too Late được kì vọng sẽ ra mắt tại vị trí quán quân bảng xếp hạng Billboard 200. Trong ấn bản ra ngày 28 tháng 1 năm 2015 của tạp chí Billboard, album chính thức ra mắt tại vị trí quán quân bảng xếp hạng Billboard 200, với tổng doanh số đạt hơn 535.000 bản trong tuần đầu (gồm 497.000 bản là album thuần túy); qua đó xác lập nhiều kỉ lục cho Drake tại thị trường Mĩ. Đây là album thứ tư liên tiếp của Drake ra mắt tại vị trí quán quân bảng xếp hạng này, đồng thời xác lập kỉ lục album được chia sẻ nhiều nhất trên dịch vụ Spotify trong tuần đầu phát hành với 17,3 triệu lượt chia sẻ chỉ trong 3 ngày đầu tiên.
Sang tuần thứ hai, album thụt xuống vị trí á quân bảng xếp hạng US Billboard 200 với doanh số 187.000 bản, nhường ngôi quán quân cho album Smoke + Mirrors của Imagine Dragons. Tuần thứ ba, album tiếp tục tụt xuống vị trí #4 với 99.000 bản bán được tính đến ngày 1 tháng 3 năm 2015. Album giữ vị trí này trong tuần tiếp theo với 73.000 bản tính đến ngày 8 tháng 3 năm 2015. Sang tuần thứ năm, album tụt xuống vị trí #7 với doanh số đạt 58.000 bản tính đến hết ngày 15 tháng 3 năm 2015. Tuần thứ sáu trên bảng xếp hạng, album lên vị trí #6 với 52.000 bản bán ra tính đến ngày 22 tháng 3 năm 2015. Tuần thứ bảy, album tụt xuống vị trí #8 với 44.000 bản bán ra tính đến ngày 29 tháng 3 năm 2015.
Nhờ có mixtape, Drake trở thành rapper đầu tiên quán quân bảng xếp hạng Billboard's Artist 100. Hiện mixtape này vẫn đang là album kĩ thuật số bán chạy nhất năm 2015, và là album bán chạy thứ hai tại Hoa Kỳ, với 1.023.000 bản  bán ra tính đến tháng 8 năm 2015.

## Danh sách và thứ tự các bài hát
| STT              | Nhan đề                                              | Sáng tác                                                                    | Sản xuất                                                           | Thời lượng |
| ---------------- | ---------------------------------------------------- | --------------------------------------------------------------------------- | ------------------------------------------------------------------ | ---------- |
| 1.               | "Legend"                                             | Aubrey Graham Jahron Brathwaite Q. Miller B. Bush Timothy Mosley            | PartyNextDoor                                                      | 4:01       |
| 2.               | "Energy"                                             | Graham Matthew Samuels                                                      | Boi-1da, OB O'Brien (đồng sản xuất)                                | 3:01       |
| 3.               | "10 Bands"                                           | Graham Miller Samuels Adam Feeny R. Thomas III                              | Boi-1da, Sevn Thomas (đồng sản xuất)                               | 2:57       |
| 4.               | "Know Yourself"                                      | Graham Miller Samuels Anderson Hernandez J. Scruggs                         | Boi-1da, Vinylz (đồng sản xuất), Syk Sense (đồng sản xuất)         | 4:35       |
| 5.               | "No Tellin'"                                         | Graham Miller K. Samir Samuels Feeny                                        | Boi-1da, Frank Dukes (đồng sản xuất)                               | 5:10       |
| 6.               | "Madonna"                                            | Graham Noah Shebib Stephen Garrett Bush Mosley                              | Noah "40" Shebib                                                   | 2:57       |
| 7.               | "6 God"                                              | Graham Samuels Scruggs                                                      | Boi-1da, Syk Sense                                                 | 3:00       |
| 8.               | "Star67"                                             | Graham Amir Obie E. Ahmed D. Smith D. Levy Shebib                           | Vinylz, Most High, Amir Obe                                        | 4:55       |
| 9.               | "Preach" (hát cùng PartyNextDoor)                    | Graham Brathwaite Alicia Augello-Cook Kerry Brothers Jnr E. Jantunen Shebib | PartyNextDoor                                                      | 3:57       |
| 10.              | "Wednesday Night Interlude" (hát cùng PartyNextDoor) | Brathwaite Ekali                                                            | PartyNextDoor                                                      | 3:32       |
| 11.              | "Used To" (hát cùng Lil Wayne)                       | Graham Dwayne Carter Miller Samir Ebony Oshunrinde M. Giombini              | Wondagurl                                                          | 4:28       |
| 12.              | "6 Man"                                              | Graham Miller Shebib                                                        | Noah "40" Shebib, Daxz (đồng sản xuất)                             | 2:47       |
| 13.              | "Now & Forever"                                      | Graham G. Phillips Eric Dingus                                              | Eric Dingus, Jimmy Prime                                           | 4:41       |
| 14.              | "Company" (hát cùng Travi$ Scott)                    | Graham Jacques Webster Oshunrinde                                           | TM88, Wondagurl, Travis Scott                                      | 4:12       |
| 15.              | "You & the 6"                                        | Graham Samuels Ramon Ilbanga Jr. Shebib A. Ritter                           | Boi-1da, Noah "40" Shebib (đồng sản xuất), Illmind (đồng sản xuất) | 4:24       |
| 16.              | "Jungle"                                             | Graham Gabriel Garzón-Montano Samir Shebib                                  | Noah "40" Shebib                                                   | 5:20       |
| Tổng thời lượng: | Tổng thời lượng:                                     | Tổng thời lượng:                                                            | Tổng thời lượng:                                                   | 63:57      |

| Bài hát thêm     | Bài hát thêm      | Bài hát thêm                          | Bài hát thêm                                                                   | Bài hát thêm |
| STT              | Nhan đề           | Sáng tác                              | Sản xuất                                                                       | Thời lượng   |
| ---------------- | ----------------- | ------------------------------------- | ------------------------------------------------------------------------------ | ------------ |
| 17.              | "6PM in New York" | Graham Samir Samuels Feeny Thomas III | Boi-1da, Frank Dukes, Bobby White (đồng sản xuất), Sevn Thomas (đồng sản xuất) | 4:43         |
| Tổng thời lượng: | Tổng thời lượng:  | Tổng thời lượng:                      | Tổng thời lượng:                                                               | 68:40        |

## Xếp hạng

### Xếp hạng tuần
| Bảng xếp hạng (2015)                                 | Vị trí cao nhất |
| ---------------------------------------------------- | --------------- |
| Album Úc (ARIA)                                      | 2               |
| Album Áo (Ö3 Austria)                                | 20              |
| Album Bỉ (Ultratop Vlaanderen)                       | 31              |
| Album Bỉ (Ultratop Wallonie)                         | 47              |
| Album Canada (Billboard)                             | 1               |
| Album Đan Mạch (Hitlisten)                           | 6               |
| Album Hà Lan (Album Top 100)                         | 15              |
| Album Phần Lan (Suomen virallinen lista)             | 30              |
| Album Pháp (SNEP)                                    | 55              |
| Album Đức (Offizielle Top 100)                       | 89              |
| Album New Zealand (RMNZ)                             | 3               |
| Album Na Uy (VG-lista)                               | 14              |
| Album Thụy Điển (Sverigetopplistan)                  | 16              |
| Album Thụy Sĩ (Schweizer Hitparade)                  | 7               |
| UK Albums (Official Charts Company)                  | 3               |
| UK R&B Albums Chart (Official Charts Company)        | 1               |
| Album Hoa Kỳ Billboard 200                           | 1               |
| Album Hoa Kỳ Digital (Billboard)                     | 1               |
| Album Hoa Kỳ Top R&B/Hip-Hop (Billboard)             | 1               |
| Album Hoa Kỳ Top Rap (Billboard)                     | 1               |
| Đã nhập bảng xếp hạng không hợp lệ BillboardSales\|1 |                 |

## Chứng nhận
| Quốc gia                                  | Chứng nhận | Số đơn vị/doanh số chứng nhận |
| ----------------------------------------- | ---------- | ----------------------------- |
| Anh Quốc (BPI)                            | Vàng       | 100.000*                      |
| Hoa Kỳ (RIAA)                             | Bạch kim   | 1.023.000                     |
| ^ Chứng nhận dựa theo doanh số nhập hàng. |            |                               |